# Güllü Agop
Güllü Agop, född 1840, död 1902, var en osmansk (armenisk) skådespelare och teaterdirektör. Han var från 1861 verksam som skådespelare och direktör för flera av de första pionjärteatrarna i Osmanska riket och har kallats för den moderna turkiska teaterns fader.